# 9月23日公园

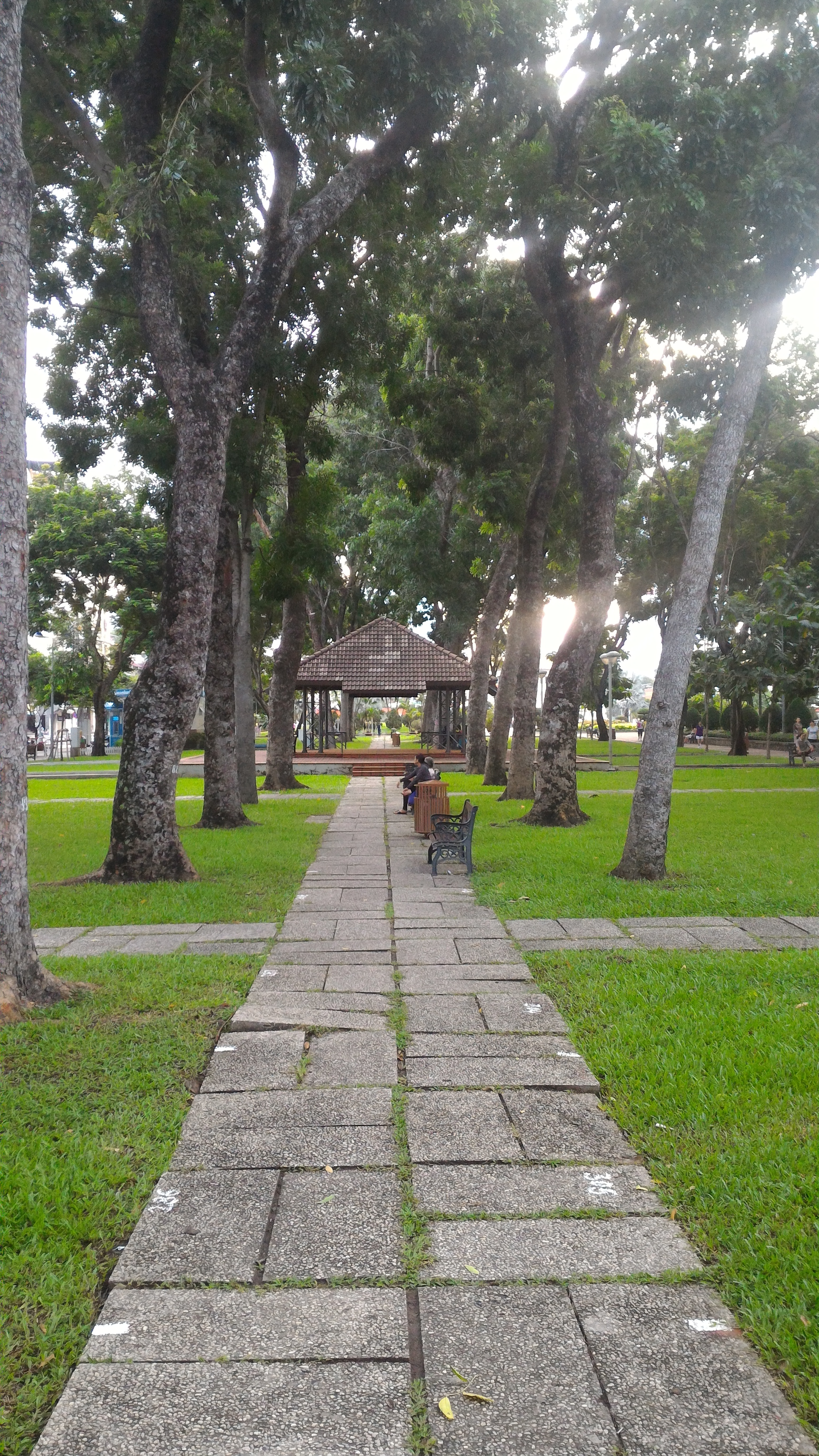

9月23日公園（越南语：／），是越南胡志明市市中心一處狹長形公園，兩側為黎來路和范五老街，過去曾為西貢車站，在西貢車站遷移他處後，此地闢為公園，以紀念在1945年9月23日抵抗法軍強行登陸西貢時犧牲的抗法義士。

## 附近景點
- 范五老街
- 濱城市場

## 相关條目
- 黎來
- 范五老